# Syon House

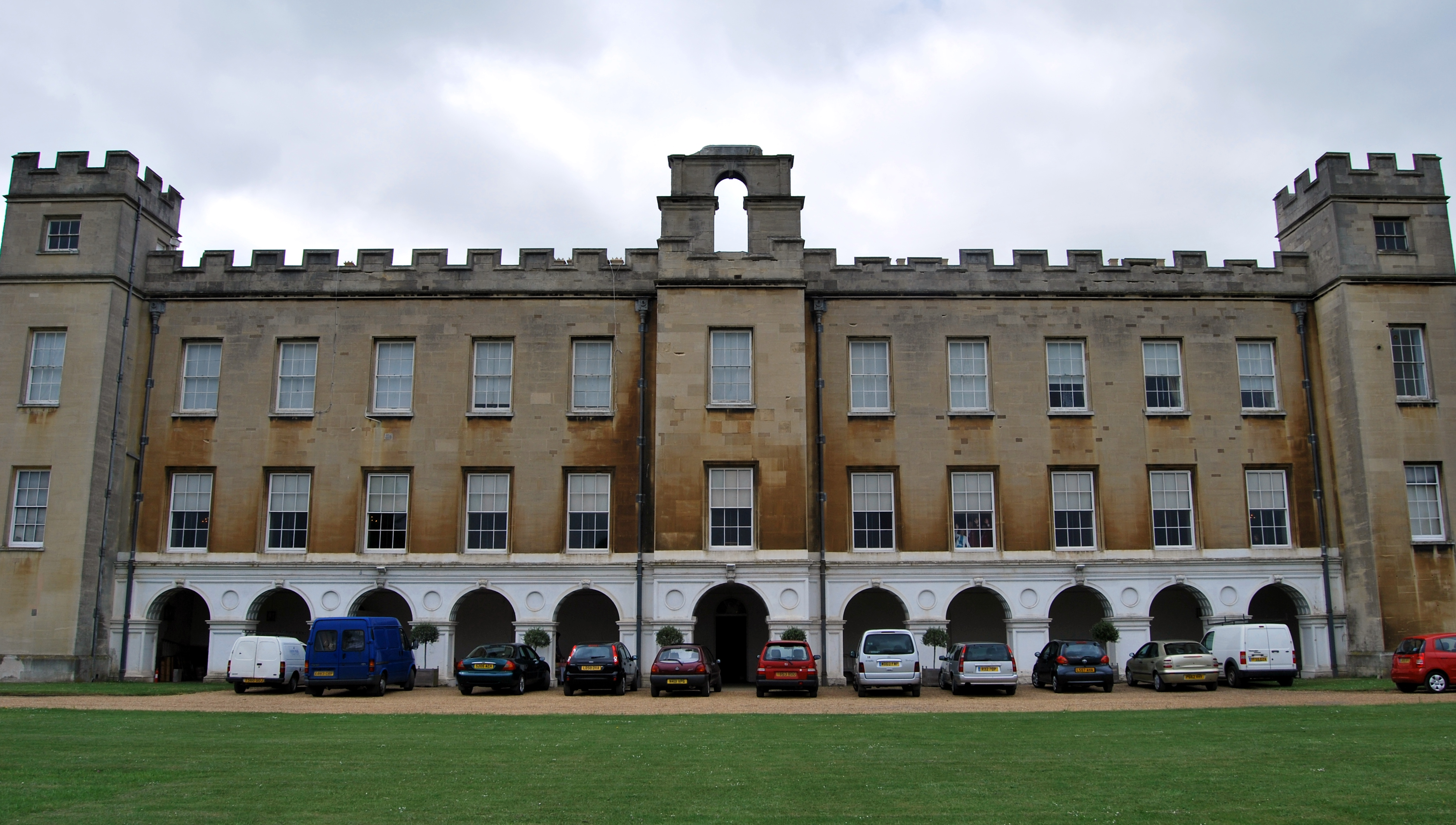
Fachada este de Syon House.

Syon House, y sus 80 hectáreas de parque, es una gran mansión situada al oeste de Londres, en Inglaterra. Pertenece al duque de Northumberland y actualmente es la residencia londinense de su familia. La residencia tradicional de la familia en el centro de Londres era Northumberland House, demolida en 1874.

## Historia

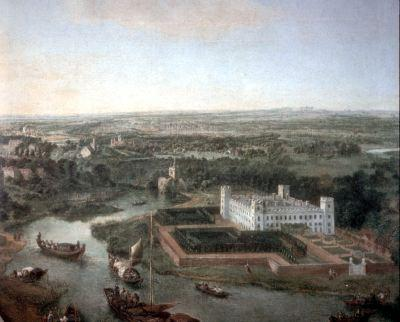
Pintura del Syon House.

Originalmente era el emplazamiento de una abadía de la Orden de Santa Brígida, que tomó su nombre del monte Sion de Tierra Santa. La abadía fue fundada por el rey Enrique V en 1415 en un lugar cercano y se trasladó a la actual ubicación de Syon House en 1431. Fue uno de los conventos más ricos de su época, y terminó su historia al ser clausurada por Enrique VIII en 1539 durante la disolución de los monasterios.
En sus años de esplendor acogió a la familia de Margarita Pole, futura condesa de Salisbury, quien no podía mantener a su familia tras enviudar en 1505. Lady Pole abandonó la abadía cuando obtuvo el favor del nuevo monarca, Enrique VIII, tras su subida al trono en 1509.
Catalina Howard, quinta esposa de Enrique VIII,  pasó aquí su largo cautiverio de 1541 a febrero de 1542, cuando la trasladaron a la Torre de Londres para ser ejecutada bajo los cargos de adulterio. Cuando Enrique VIII murió en 1547, su féretro pasó una noche en Syon de camino a Windsor para el funeral. Durante la noche el féretro se abrió y a la mañana siguiente unos perros estaban mordisqueando los restos. Se dijo que esto era un castigo divino por la disolución de la abadía de Syon.
Tras la clausura de la abadía, Syon pasó a ser propiedad de la corona durante un corto tiempo antes de acabar en manos de Edward Seymour, I duque de Somerset, Lord Protector de Eduardo VI. Entre 1547 y su ejecución en 1552, el duque construyó Syon House en estilo renacentista italiano, sobre la base del extremo oeste de la gran iglesia de la abadía. La casa de planta cuadrada que hoy se puede ver está vacía en el centro, y se construyó alrededor de los jardines del claustro, aunque esto no está del todo probado debido al reciente descubrimiento arqueológico que apunta a que el extremo oeste de Syon House está construido sobre el extremo occidental de la iglesia.
Tras la ejecución del duque de Somerset, la casa fue adquirida por un rival, John Dudley, duque de Northumberland. El hijo del duque, lord Guildford Dudley se había casado con Lady Juana Grey, bisnieta del rey Enrique VII, y fue en Syon donde Juana fue coronada reina en rebelión contra la reina María Tudor. En 1594, Enrique Percy, IX conde de Northumberland adquirió Syon House gracias a su matrimonio con Dorothy Devereux, y desde entonces ha pertenecido a la familia Percy.
A finales del siglo XVII, Syon pertenecía a Charles Seymour, VI Duque de Somerset, por su matrimonio con Elizabeth Seymour –de soltera Percy–, duquesa de Somerset. La futura reina Ana tuvo un desacuerdo con su hermana, María II, sobre su amistad con Sarah Churchill, condesa de Marlborough, lo que provocó su expulsión de la residencia de la corte en el palacio de Whitehall. En 1692, Ana se instaló con sus íntimos amigos, los Somerset, en Syon House, donde dio a luz a un bebé muerto. Poco después del parto, la reina María II fue a visitarla y le exigió de nuevo que despidiera a la condesa de Marlborough, a lo que Ana se negó rotundamente.
En 1750, sir Hugh Smithson heredó todos los bienes de la familia Percy por vía de su esposa, Elizabeth Seymour. En 1750, sir Hugh se convirtió en conde y en 1766 pasó a ser I duque de Northumberland. Los duques estaban determinados a dejar su impronta en Syon Park; su solución fue rediseñar completamente la propiedad. Dieron instrucciones al arquitecto Robert Adam para que remodelase el interior de Syon House y a Lancelot Brown se le encargó el diseño de los jardines.
En 1761, Adam publicó su plan para la decoración del interior de Syon House, que incluía una serie completa de salas en la planta principal, junto con una rotonda que se construiría como patio central de la casa. En el proceso, cinco de las principales salas del ala oeste, sur y este de la casa, del Great Hall a la Gran Galería, se rehabilitaron en estilo neoclásico. Esta obra dio a conocer en Inglaterra el nombre y la obra de Adam, por este trabajo se dice que «en Syon se inició el estilo Adam». Syon House está considerada como la primera obra maestra de Adam y se reconoce como manifiesto de su uso revolucionario del color. 
Henry Percy, IX duque de Northumberland, que fue cabeza de la familia entre 1988 y 1995, plantó numerosos árboles en los terrenos de Syon House.
En 1951, la casa fue abierta al público por primera vez por el X duque de Northumberland, y en 1995 se abrieron también los aposentos familiares. Puesto que la familia Percy sigue viviendo en Syon House, también continúan haciendo mejoras: en 2000, la duquesa añadió un patio central según un diseño de la marquesa de Salisbury.

## Arquitectura

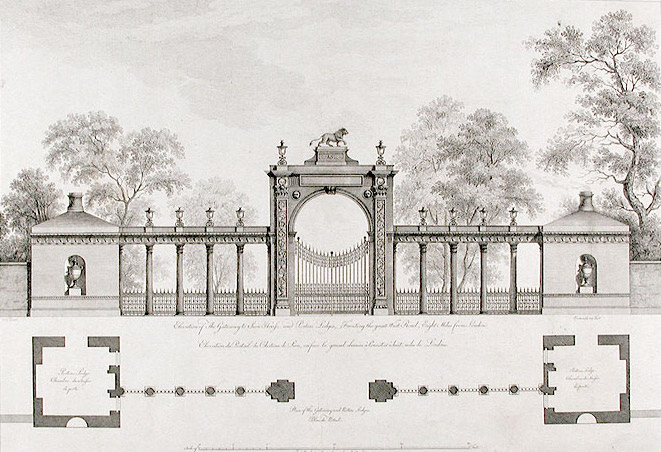
Diseño de puerta y portería para Syon House de Robert Adam, (1769)

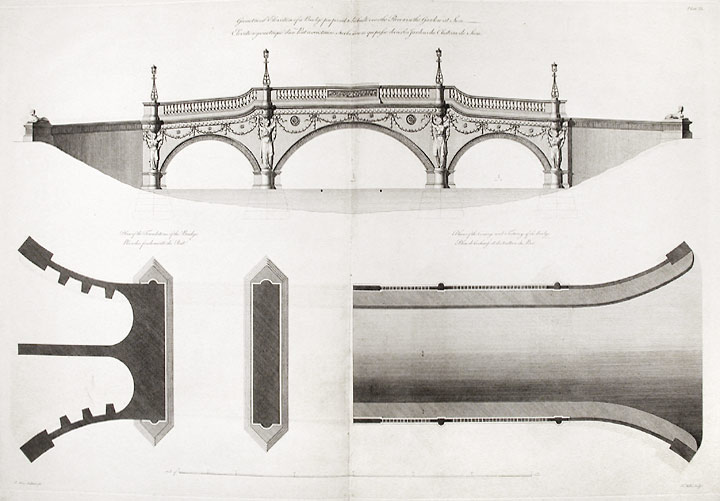
Otro diseño de Adam para un puente en Syon Park.

El exterior de Syon House se construyó en 1547, siendo la casa propiedad del I duque de Somerset.  El actual interior fue diseñado por Robert Adam en 1762 por encargo de los I duques de Northumberland.
El conocido «estilo Adam» se creó aparentemente en Syon House. Se construyó en estilo neoclásico, pero el eclecticismo de Adam no acaba allí. En Syon se ven múltiples estilos e inspiraciones, entre ellos se aprecia una gran influencia de la antigüedad romana, estilos romántico, pintoresco, barroco y manierista, con ciertos toques de gótico. En sus motivos decorativos también se puede ver la influencia de Pompeya, que adquirió mientras estudiaba en Italia. El plan de Adam para Syon House incluía un conjunto de dependencias en el piso principal, una rotonda en el patio coronada por una cúpula y rodeada por una columnata circular, cinco grandes salas en las alas oeste, este y sur del edificio, una entrada con columnas, célebre por su colorido, un gran salón, una escalinata y una larga galería de más de 40 metros. La contribución más famosa de Adam es el conjunto de salones, que se conservan exactamente como fueron edificados.
El interior de las habitaciones construidas por Adam es donde brilla el elaborado detalle y el color. Adam añadió chimeneas de mármol minuciosamente talladas, puertas correderas en la sala de estar y columnas estriadas con capiteles corintios. La galería, de una altura de más de 4 metros y anchura similar, presenta huecos y nichos para libros en los espesos muros, además de una rica decoración con dibujos de estuco en las paredes y el techo. En uno de los extremos hay un espacio semicircular coronado por una cúpula y separado de la galería por varias columnas.
En la década de 1820, la cara norte de la casa, que no había terminado Adam, fue reformada por el III duque. También en esa época se revistió la fachada con piedra de Bath y se reconstruyó el porche. Se cree que estas reformas fueron realizadas por el arquitecto Thomas Cady, que había trabajado en otras propiedades de la familia Percy.
En los años 1860-70 se volvió a renovar la casa. El IV duque puso techos de escayola con decoración de estilo renacentista en la sala de estar familiar, el comedor y el salón de grabados.
El plan definitivo de Syon House incluye un vestíbulo, antesala, comedor de gala, salón de recepciones, galería, estudio, sala de estar, sala de grabados, salón familiar, comedor familiar, aposentos privados para la familia en el último piso y una gran escalinata.

## Syon Park
Syon Park se encuentra a orillas del Támesis, frente al jardín botánico de Kew, cerca de una vega que se inunda dos veces diarias por efecto de las mareas del río. Contiene más de 200 especies de árboles raros. Aunque el parque y el lago fueron diseñados por Lancelot Brown en 1760, su aspecto actual corresponde al siglo XIX. El estanque circular está presidido por una copia del Mercurio de Juan de Bolonia.  Turner pintó el parque y la casa desde el otro lado del Támesis en el cuadro Zion House, Isleworth y en dos caprichos en 1805.
El gran invernadero de los jardines, diseñado por Charles Fowler en la década de 1820 y finalizado en 1827, fue el primero en ser construido en metal y cristal a gran escala. 
Henry Percy, XI duque de Northumberland, cabeza de familia de 1988 a 1995, realizó un notable trabajo plantando numerosos árboles en los terrenos del parque.
En 2002, el poeta inglés Geoffrey Hill publicó el poema The Orchards of Syon («Los huertos de Syon»), muy bien acogido por la crítica, que relata la historia de la región y en particular la del parque de árboles exóticos que se plantaron por primera vez en Syon House. La película Gosford Park de Robert Altman (2002) se filmó en parte en Syon House
El Mariposario de Londres estuvo ubicado en los terrenos de Syon Park de 1981 hasta su clausura el 28 de octubre de 2007, causada por los planes del actual duque de Northumberland de construir un complejo hotelero en sus tierras.
En la propiedad se situaba también el Museo del Motor Antiguo, una colección de automóviles de época, fundada también en 1981. Debido al importante incremento del número de vehículos adquiridos, el museo cerró en 1993 y la colección se trasladó al Centro del Motor Antiguo de Gaydon, en Warwickshire. En 2004 se concedió permiso para edificar el Radisson Edwardian Hotel, que no llegó a construirse.
En 2002 se iniciaron excavaciones arqueológicas para el programa Time Team del Channel 4 para buscar los restos de la antigua abadía. Actualmente es el Birkbeck college, perteneciente a la universidad de Londres, el que se ocupa de estas excavaciones, que se completan con una exhibición permanente de los hallazgoss.
En noviembre de 2010 se hicieron públicos los resultados de una excavación realizada dos años antes en el emplazamiento del hotel. Se descubrieron los restos de un poblado romano que se ubicaba en lo que entonces eran los alrededores de Londinium. Entre los objetos desenterrados había 11 500 fragmentos de cerámica, 100 monedas y piezas de joyería. Algunos de estos hallazgos siguen siendo una incógnita, como un grupo de esqueletos datados en el periodo romano, pero enterrados de forma que sugiere ritos prehistóricos.
Syon Park es un Sitio de Especial Interés Científico.

## Galería de imágenes

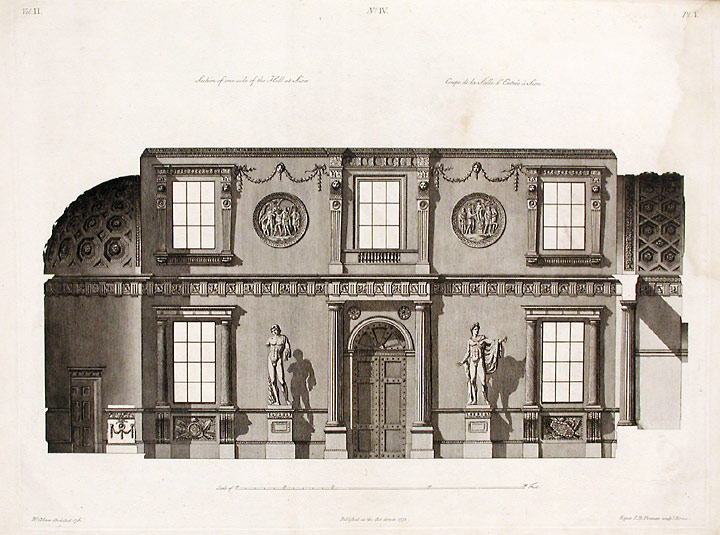
Diseño para el hall de Robert y James Adam
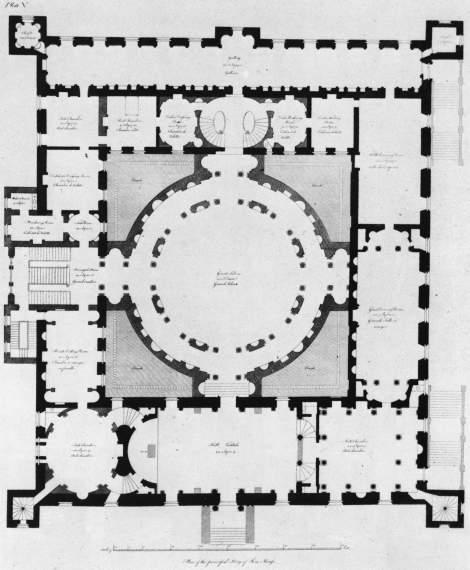
Planta de Robert Adam para la reconstrucción de Syon House
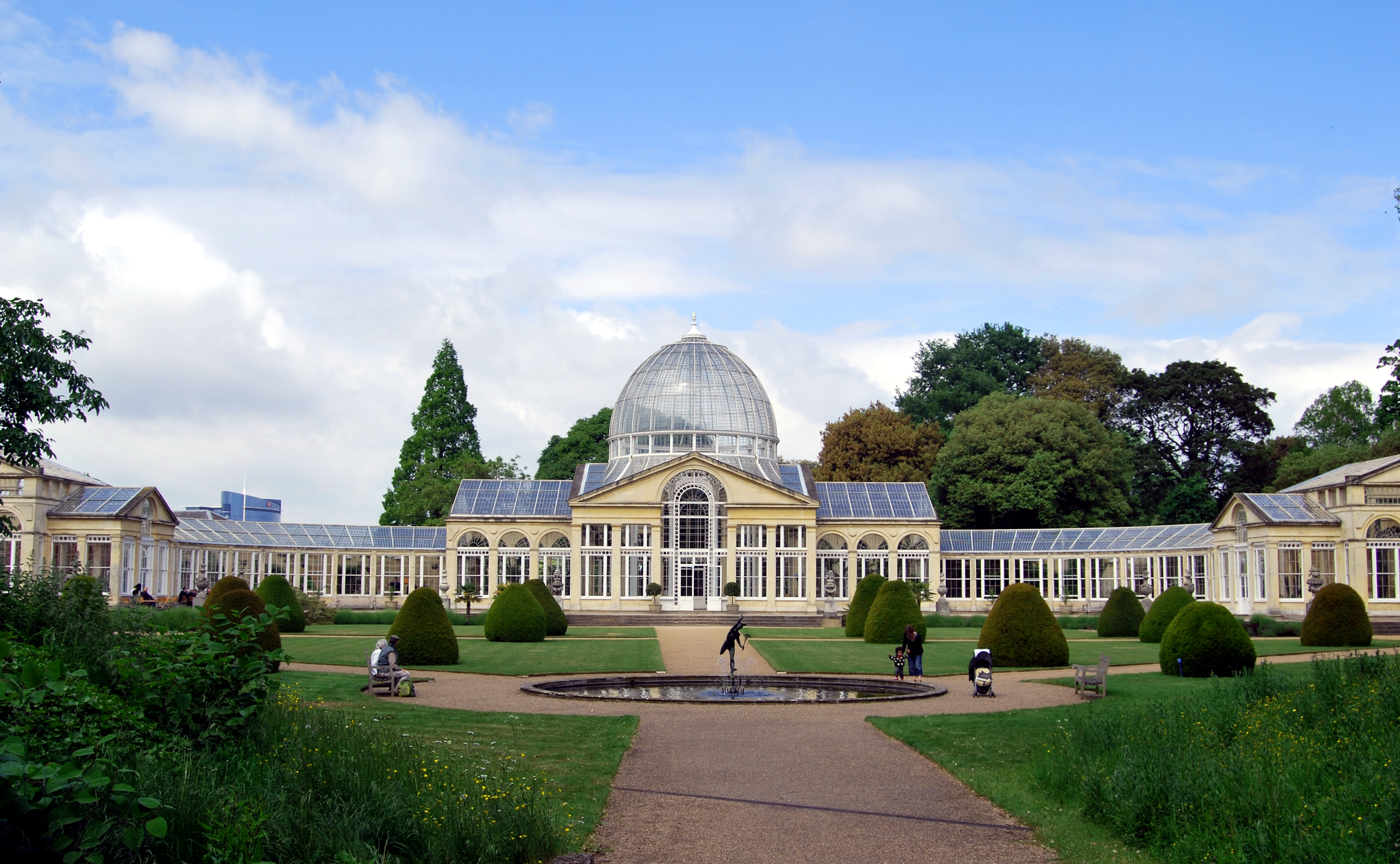
Syon House Great Conservatory
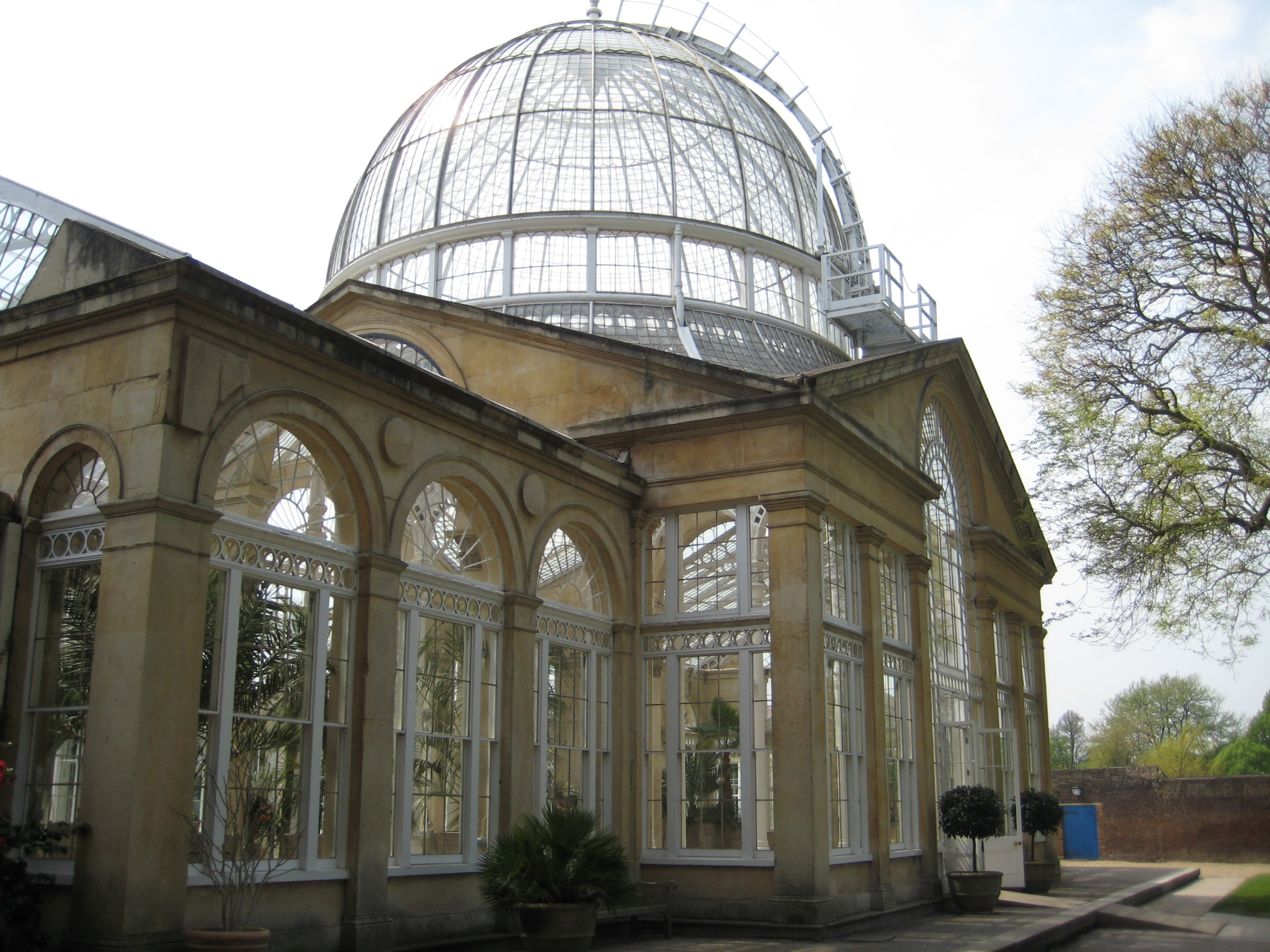
Vista lateral del conservatorio
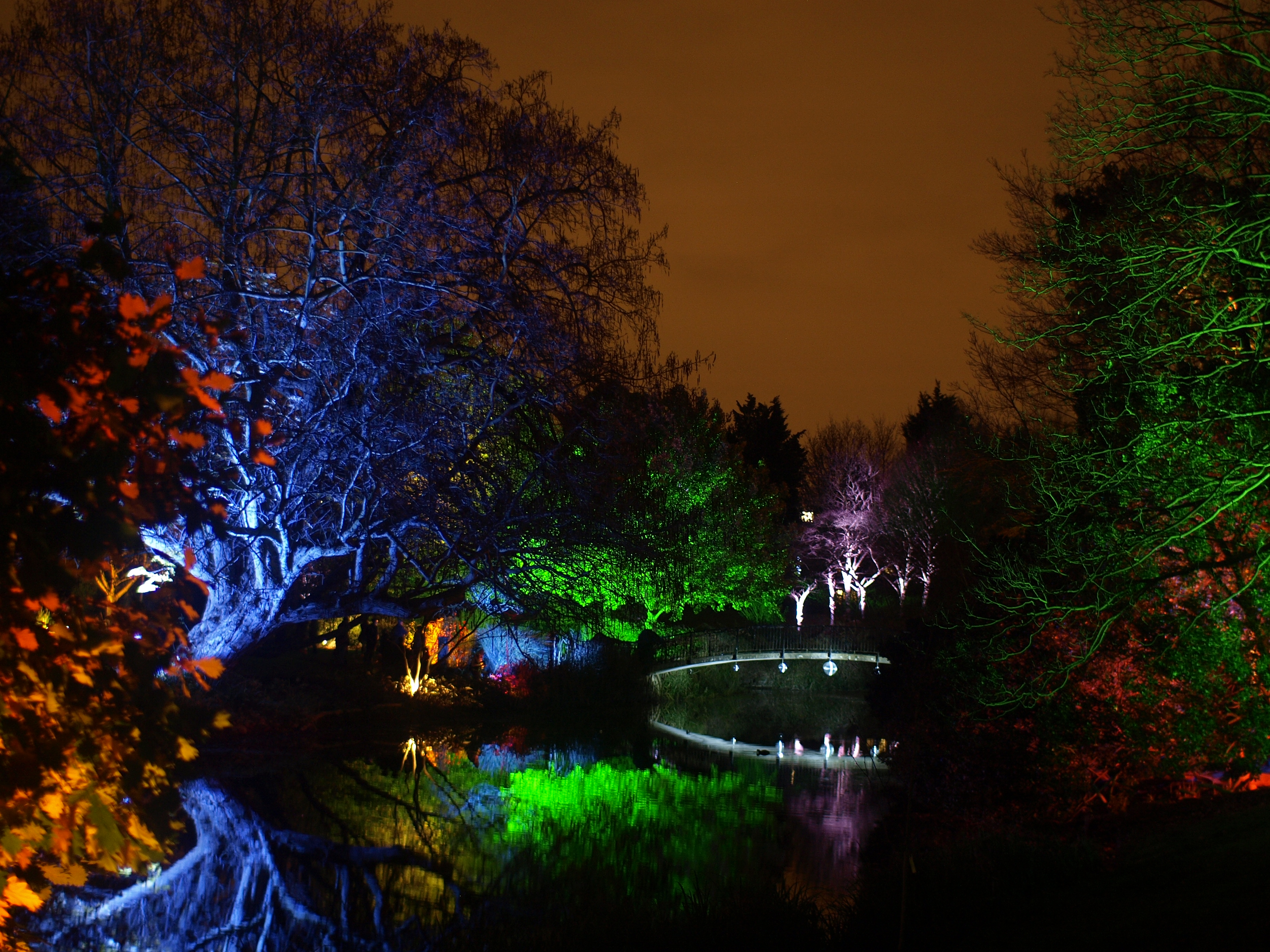
Syon Park Enchanted Woodland.